# 平ボディ

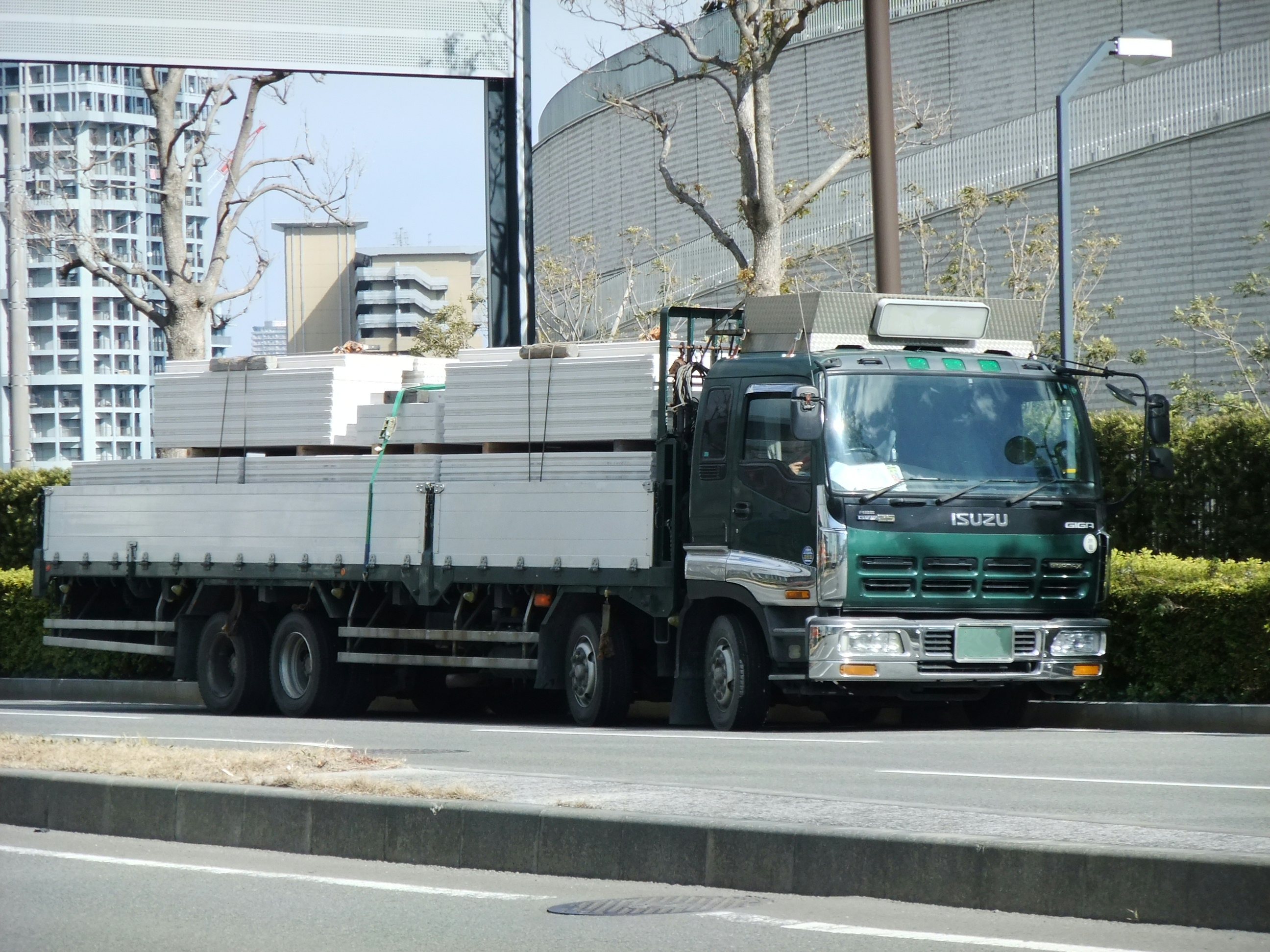
GVW25t級大型平ボディ車。

平ボディ（ひらボディ、英: Flatbed Truck、フラットベッドトラック）は、貨物自動車の荷台形状の1種であり、単車とセミトレーラーの両者に架装される。
なお、海外（特にアメリカ合衆国）におけるフラットベッドトラックは、アオリを備えない、平らな荷台を指す場合が多い。

## 概要
荷台側方と後方にアオリのみを備えた、無蓋で開放状態とした構造である。主に、雨に濡れても問題の無い物や、クレーンやフォークリフト等を使用して荷下ろしする物の運搬時に使用される場合が多い。物の種類によってはトラックシートやトラックロープを用いて上部を覆う場合もあり、荷台後方にパワーゲートを備えた物もある。積載方法によっては、荷台長や荷台幅を超える積荷も積載可能である。
アオリは、後方のみが開閉する物が「一方開」、側方も開閉する物が「三方開」、側方が前後に分かれ開閉する物が「五方開」と呼ばれる。アオリは鉄製の物もあるが、近年は軽量化の為、アルミ製の物も多く使用される。
荷下ろしが容易な事や、架装の中では価格が比較的安価な事、軽量な為、積載量が他の架装より取りやすいメリットがある。一方で屋根や囲いがないため、雨風に弱いというデメリットもある。防水対策としては、シート（幌）を活用するか、荷物自体をビニールなどで保護する必要がある。また、高さ制限のある荷物や、落下の危険がある荷物はしっかりとラッシングベルトなどで固定し、安全な積載を心がける必要がある。